# うずしおふれあい公園
うずしおふれあい公園（うずしおふれあいこうえん）は、徳島県鳴門市撫養町斎田にある公園。

## 概要
市街地の中心に位置する鳴門市営球場の新設移転にともなう跡地を市民の憩いの場として利用されるよう整備された公園。園名は市民に公募して命名された。面積は約2.3ha。園内には1万本以上の樹木が植えられている。

## 施設
- エントランス広場
- 芝生広場
- プロムナード
- 子どもの森
- 散策の小道
- ジョギングコース
- 駐車場

## 交通
- JR鳴門線鳴門駅下車、徳島バス北泊線・引田線・鳴門市地域バス市内循環バスでうずしおふれあい公園前バス停下車すぐ。